# Lin Sang
Lin Sang (chiń. 林桑 ur. 17 sierpnia 1977) – chińska łuczniczka sportowa. Srebrna medalistka olimpijska z Aten.
Startowała w konkurencji łuków klasycznych. Zawody w 2004 były jej jedynymi igrzyskami olimpijskimi. Po srebro sięgnęła w drużynie, tworzyły ją również He Ying i Zhang Juanjuan. Była srebrną medalistką mistrzostw świata w rywalizacji drużynowej w 1999. Również w drużynie zwyciężała w igrzyskach azjatyckich w 1994, była druga w tej konkurencji w 1998 oraz trzecia indywidualnie w tym samym roku.